# Plagiolepis adynata
Plagiolepis adynata é uma espécie de formiga do gênero Plagiolepis, pertencente à subfamília Formicinae.